# Afroneta picta
Afroneta picta är en spindelart som beskrevs av Holm 1968. Afroneta picta ingår i släktet Afroneta och familjen täckvävarspindlar.
Artens utbredningsområde är Kongo. Inga underarter finns listade i Catalogue of Life.